# Gerolamo Quadrio
Gerolamo Quadrio (Milano, 4 dicembre 1625 – Milano, 4 giugno 1679) è stato un architetto svizzero-italiano.
Apparteneva ad una famiglia di decoratori ed architetti luganesi, e lavorò principalmente a Milano dove fu architetto-capo (proto) della Fabbrica del Duomo..

Gerolamo era figlio di Giovanni Battista e di Clara Vezoli, nel 1654 sposò Prassede Rho dalla quale ebbe sei figli di cui due: Giovanni Battista e Giuseppe Maria proseguirono la sua attività.
Di lui si ricordano ad esempio il campanile della basilica di Santo Stefano Maggiore, l'interno di San Nicolao a Milano, la villa Mirabello a Monza, la cupola, a lui attribuita, di Santa Maria alla Porta, la basilica di San Martino vescovo di Alzano Lombardo, la chiesa di San Giuseppe a Luino, la cappella Arese nella Chiesa di San Vittore al Corpo a Milano e il rifacimento della oggi demolita chiesa di San Michele al Gallo. L'università la Sapienza di Roma ha da poco attribuito al Quadrio anche il progetto dell'insigne collegiata di San Giovanni Battista di Morbegno. Quest'ultimo progetto è ritenuto archetipo dell'architettura religiosa austriaca del XVIII secolo.